# Crack! (gioco)
Crack! (nome originale Go For Broke) è un gioco da tavolo prodotto dalla Hasbro (con lo storico marchio MB); lo scopo è quello di spendere per primi la cifra di un milione di dollari tra corse ai cavalli, casinò e molti altri metodi. Per vincere non è sufficiente esaurire il capitale a propria disposizione, ma è necessario aprire un debito.